# Шатський Микола Сергійович
Микола Сергійович Шатський (16 (28) серпня 1895 , Москва  — 1 серпня 1960 , Москва ) — радянський геолог — тектоніст. Академік АН СРСР (1953), лауреат Ленінської премії (1958), директор ГІН АН СРСР (із 1956).

## Біографія
Народився 16 (28) серпня 1895 року в місті Москва у сім'ї бухгалтера Сергія Миколайовича Шатського та Антоніни Миколаївни (до шлюбу Слободська).
У 1910 році закінчив 10-ту Московську гімназію.
У 1913—1918 і 1921—1922 — навчався на Природничому відділенні Фізико-математичного факультету Імператорського Московського університету, за планом занять геологія.
1919—1921 — служив у Червоній армії прапорщиком в артилерії. Військовий геолог військово-будівельної частини під час штабу Південного фронту. Командир мостового саперного взводу.
У 1929 закінчив екстерном геологорозвідувальний факультет Московської гірничої академії за спеціальністю «гірський інженер».

### Наукова робота
1918—1930 — асистент та викладач (із 1922 року) кафедри загальної геології геологорозвідувального факультету МДУ.
1922—1924 — геолог особливої Комісії з вивчення КМА при Президії ВРНГ.
1923—1936 — редактор журналу Бюлетень МТВП, відділ геологічний. З 1925 року — відповідальний редактор.
1924—1929 — зберігач Геологічного музею Московської гірничої академії (МГА).
1926—1960 — викладач (професор із 1930 р.), завідувач кафедри історичної геології МГА/МГРІ.
1934 року йому присуджено ступінь кандидата геолого-мінералогічних наук без захисту дисертації.
1934—1955 — старший науковий співробітник, із 1935 завідувач відділу тектоніки Інституту геологічних наук АН СРСР.
У 1943 році йому було надано звання член-кореспондент АН СРСР.
У 1956—1960 роках був директором Геологічного інституту АН СРСР (ГІН).
Займався вивченням історії геології, будовою земної кори, тектонікою стародавніх плит.
Став одним з основоположників методу тектонічного аналізу та вчення про геологічні формації.
Сформулював принцип успадкованості розвитку геологічних структур у часі, запровадив поняття рифейської групи у стратиграфії докембрія, термін «байкальська складчастість» тощо.
Вивчав геологію вугленосних та нафтоносних басейнів, фосфоритів, марганцевих руд тощо. Із 1930-х років вивчав геологію Криворізького залізорудного басейну. Почав складати монографію «Закономірності розміщення корисних копалин».
У 1953 році склав «Тектонічну карту CCCP та суміжних країн» у різних масштабах, які отримали широке визнання за кордоном. У тому ж році йому було надано звання Академік AН CРCP. У 1958 році на Брюссельській міжнародній виставці карти були відзначені Гран-прі та стали основою для складання «Міжнародної тектонічної карти Європи» (1964).

## Родина
Дочка: Наталія. Сини: Сергій, Вадим (нар. 18 жовтня 1927, Москва) — геолог. У 1952 закінчив МГРІ, з 1962 в ГІН АН СРСР.

## Внесок у науку
Основоположник геотектонічної школи ІГН АН СРСР. Установив загальні закономірності у будові платформ, розробив порівняльно-тектонічний метод їх аналізу та метод аналізу фацій та потужностей осадових утворень.
Виділив рифей і байкальську складчастість, Увів багато понять у геотектоніці, серед них: авлакоген, антекліза, плакосинкліналь, плакантикліналь.
Керував упорядкуванням геологічної карти Євразії (1954, 1956) та тектонічних карт СРСР (1952, 1956) та Європи (1962).
Автор оригінальних теорій у геотектоніці:
- Теорія насунутих покривів — пояснення структурних форм третинних відкладень Північного Кавказу (розкритикована в 1930-х роках).
- Теорія тектонічних брекчій — для південно-східного занурення Кавказу.
- Закон вписаних кутів на платформах — для Донецького басейну (1937).

## Нагороди
- 1945 — орден Леніна
- 1945 — орден Трудового Червоного Прапора
- 1946 — Сталінська премія другого ступеня за наукову працю «Нариси тектоніки Волго-Уральської нафтоносної області та суміжної частини західного схилу Південного Уралу» (1945)
- 1953 — орден Леніна
- 1958 — Ленінська премія (1958) — за наукове керівництво упорядкуванням тектонічної карти СРСР та суміжних країн у масштабі 1:5 000 000 (1956)

## Членство в організаціях
На знак визначних заслуг М. С. Шатський був обраний членом Лондонського, Угорського та Чехословацького Геологічних товариств.

## Пам'ять

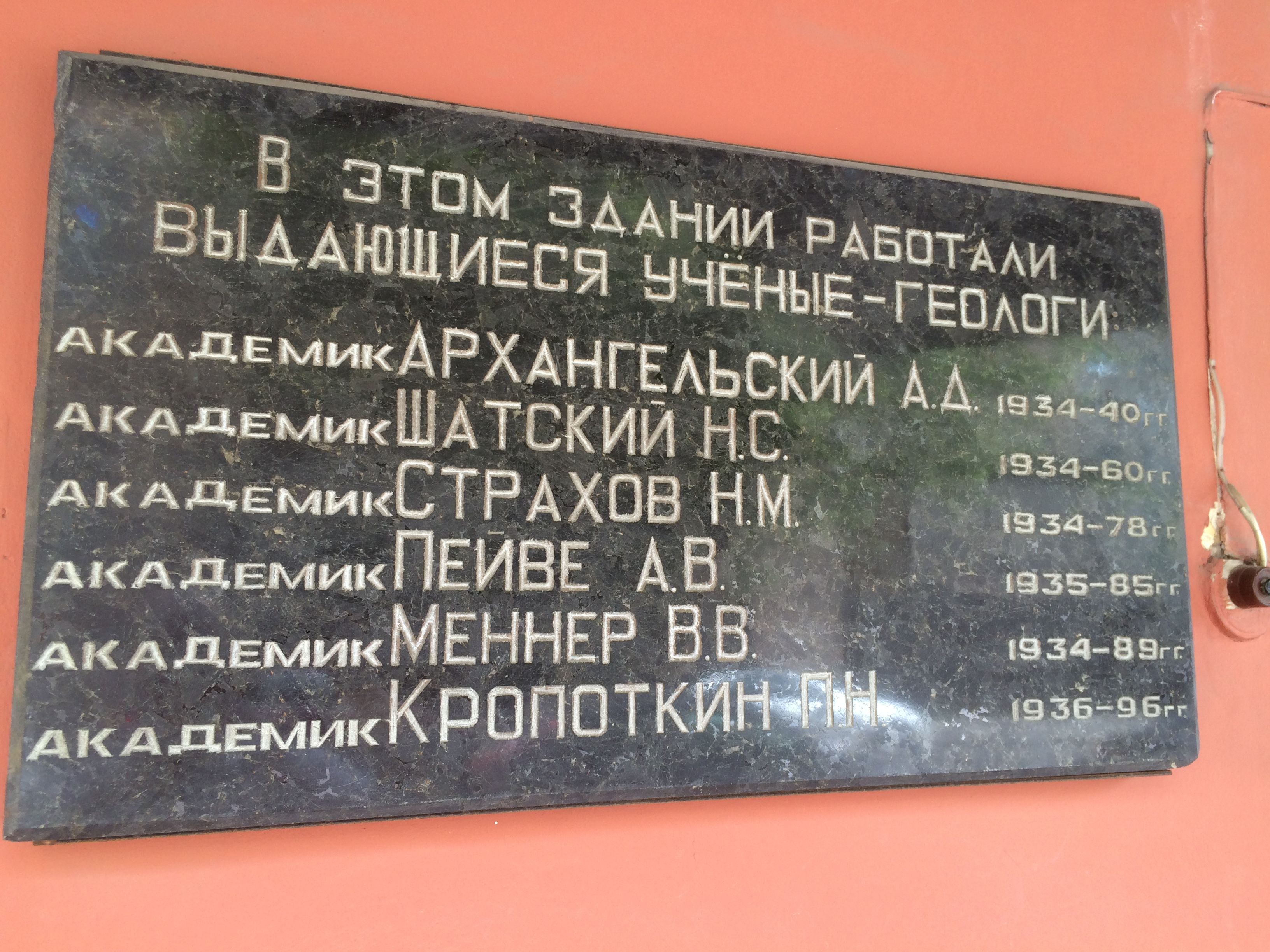
Імена академіків на будівлі ГІН у Москві

- Премія ім. М. С. Шатського — премія АН СРСР (РАН) за видатні роботи в галузі геології та тектоніки.
- Височина Шатського — підводна гора в Тихому океані на схід від Японії.
- Академік Шатський — науково-дослідне судно для морської сейсморозвідки.